# تشارلز آر. روبرتسون
تشارلز آر. روبرتسون (بالإنجليزية: Charles R. Robertson)‏ هو سياسي أمريكي، ولد في 5 سبتمبر 1889 بماديسون في الولايات المتحدة، وتوفي في 18 فبراير 1951 في الولايات المتحدة. حزبياً، نشط في الحزب الجمهوري. انتخب مندوب ‏ (1940 – 1940) وانتخب عضو مجلس النواب الأمريكي.